# Тавлыкаевский сельсовет
Тавлыкаевский сельсовет — муниципальное образование в Баймакском районе Башкортостана России.

## История
Дата образования сельсовета: 1963 год
Согласно Закону о границах, статусе и административных центрах муниципальных образований в Республике Башкортостан имеет статус сельского поселения.

## Население
| 2002  | 2009  | 2010  | 2012  | 2013  | 2014  | 2015  |
| ----- | ----- | ----- | ----- | ----- | ----- | ----- |
| 1960  | ↗2071 | ↘1838 | →1838 | ↗1859 | ↘1837 | ↘1826 |
| 2016  | 2017  |       |       |       |       |       |
| ↘1801 | ↗1816 |       |       |       |       |       |

## Состав сельского поселения
| № | Населённый пункт | Тип населённого пункта       | Население |
| - | ---------------- | ---------------------------- | --------- |
| 1 | Верхнетавлыкаево | село, административный центр | ↘616      |
| 2 | Чингизово        | деревня                      | ↘573      |
| 3 | Буранбаево       | деревня                      | ↘417      |
| 4 | Нижнетавлыкаево  | деревня                      | ↘232      |